# Hans-Christoph Steinhausen
Hans-Christoph Steinhausen (* 23. Mai 1943 in Berlin) ist ein deutscher Kinder- und Jugendpsychiater und klinischer Psychologe und emeritierter Professor.

## Leben
Hans-Christoph Steinhausen studierte Medizin und Psychologie an den Universitäten Erlangen-Nürnberg und Hamburg. Anschließend durchlief er seine Medizinalassistentenzeit an verschiedenen Hamburger Kliniken, war ein Jahr lang Stipendiat der Deutschen Forschungsgemeinschaft und verfolgte danach seine Facharztweiterbildung zum Kinder- und Jugendpsychiater an der Psychosomatischen Abteilung der Universitätskinderklinik Hamburg inklusive eines somatischen Jahres in der Kernklinik sowie eines Jahres der Erwachsenenpsychiatrie im Allgemeinen Krankenhaus Hamburg-Ochsenzoll. Er promovierte 1970 in Medizin, schloss 1973 sein Psychologiestudium mit dem Diplom ab, promovierte 1975 in Psychologie, beendete 1976 seine Facharztweiterbildung und habilitierte sich für Psychosomatische Kinderheilkunde im selben Jahr. Im Jahre 1980 wurde er als Verhaltenstherapeut anerkannt.
Er erhielt seine erste Professur 1979 an der Freien Universität Berlin und leitete dort von 1980 bis 1987 kommissarisch die Abteilung für Kinder- und Jugendpsychiatrie des Kindes- und Jugendalters. 1987 folgte er dem Ruf auf den Lehrstuhl für Kinder- und Jugendpsychiatrie an der Universität Zürich und wirkte dort als Ärztlicher Direktor des Kinder- und Jugendpsychiatrischen Dienstes mit einem großen ambulanten und stationären Versorgungsauftrag bis 2008. Anschließend war er von 2008 bis 2016 als Gründungsprofessor der Forschungseinheit für Kinder- und Jugendpsychiatrie an der Universität Aarhus mit Zuordnung seit 2014 zur Universität Aalborg in Dänemark tätig. 2008 wurde er zum Titularprofessor am Institut für Psychologie der Universität Basel ernannt. Seit 2016 berät er die Forschungseinheit am Zentrum für Seelische Gesundheit von Kindern und Jugendlichen, Region H Psychiatrie, Kopenhagen als Honorary Senior Research Consultant und seit 2018 arbeitet er wissenschaftlich an der Forschungseinheit für Kinder- und Jugendpsychiatrie an der Süddänischen Universität in Odense.

## Wirken
Neben seiner langjährigen klinischen Tätigkeit und Leitungsfunktion hat Hans-Christoph Steinhausen über Jahrzehnte intensive wissenschaftliche Aktivitäten entfaltet und zu zahlreichen Themen in großem Umfang publiziert. Seiner frühen Beschäftigung mit psychiatrischen und psychologischen Aspekten chronischer Krankheiten im Kindes- und Jugendalter folgte ein jahrzehntelanger Schwerpunkt bei den Essstörungen und im Bereich der kinder- und jugendpsychiatrischen Epidemiologie mit Feldstudien in Deutschland, der Schweiz und später gestützt auf Registerdaten in Dänemark. Frühzeitig entwickelte er ein besonderes Interesse an der Entwicklungspsychopathologie mit einem Schwerpunkt bei Verlaufsstudien, die speziell durch die ersten langfristigen Beobachtungen zur Entwicklung von Kindern mit Fetalem-Alkohol-Syndrom und die Analysen des langfristigen Verlaufs der Anorexia nervosa weit anerkannte Meilensteine der Forschung bildeten.
Er hat früh in den 1970er Jahren das Thema der Aufmerksamkeitsdefizit-/Hyperaktivitätsstörungen (Hyperkinetischen Störungen) in Deutschland eingeführt und ist in diesem Forschungsgebiet weiterhin in internationalen Kooperationen mit klinischen, epidemiologischen, neurowissenschaftlichen und genetischen Forschungsansätzen aktiv. Weitere langfristige Forschungsschwerpunkte hat er bei den Themen der geistigen Behinderung, bei Autismus-Spektrum-Störungen sowie beim Elektiven Mutismus gebildet. Zu zahlreichen psychischen Störungen bei Kindern und Jugendlichen hat er diagnostische Verfahren entwickelt, übersetzt und als Praxismaterialien verfügbar gemacht.
Seine wissenschaftlichen Aktivitäten haben zu einer herausragenden Zitationshäufigkeit und bisher zu mehr als 900 englisch- und deutschsprachigen Publikationen einschließlich etwa 60 Büchern in der Funktion als Autor und Herausgeber geführt. Sein 1988 erstmals in Alleinautorschaft verfasstes Lehrbuch über Psychische Störungen bei Kindern und Jugendlichen liegt in der 9. Auflage vor und gilt als das meistverbreitete Standardwerk des Faches.
Hans-Christoph Steinhausen war und ist als mitwirkender Herausgeber und Berater zahlreicher internationaler wissenschaftlicher Zeitschriften und zusammen mit Manfred Döpfner als Herausgeber der Buchreihe Kinder-Diagnostik System (KIDS), bei der wissenschaftlichen Betreuung einer großen Zahl von akademischen Abschlussarbeiten, Dissertationen und Habilitationen engagiert. Daneben ist er in der Weiter- und Fortbildung durch eigens organisierte Curricula für Kinder- und Jugendpsychiatrie und Psychotherapie sowie die Ausrichtung zahlreicher Weiterbildungsveranstaltungen für die Fachöffentlichkeit tätig. Neben einer intensiven Vortragstätigkeit war und ist er international im Auftrag von Universitäten, Stiftungen, staatlichen Einrichtungen und Wissenschaftsinstitutionen als Gutachter für Forschungsprojekte sowie Evaluationen von Wissenschaftlern und Forschungseinrichtungen in seinem Fachgebiet tätig.

## Ehrungen
Hans-Christoph Steinhausen wurde 2008 zum Titularprofessor der Universität Basel und zum Ehrenmitglied der Schweizer Gesellschaft für Zwangskrankheiten sowie der Schweizerischen Tourette-Gesellschaft ernannt. 2013 wurde er Honorarprofessor der Fakultät für Gesundheitswissenschaften der Universität Aarhus (DK), 2016 Ehrenmitglied der Dänischen Kinder- und Jugendpsychiatrischen Gesellschaft und Honorary Senior Research Consultant am Zentrum für Seelische Gesundheit von Kindern und Jugendlichen, Region H Psychiatrie, Kopenhagen (DK) und 2018 Adjunct Professor an der Süddänischen Universität in Odense (DK). 2020 erhielt er vom European Network for Hyperkinetic Disorders (EUNETHYDIS) den Lifetime Achievement Award.

## Schriften (Auswahl)
- H.-L. Spohr, H.-C. Steinhausen (Hrsg.): Alcohol, Pregnancy and the Developing Child. Cambridge University Press, Cambridge 1996.
- H.-C. Steinhausen, M. von Aster (Hrsg.): Verhaltenstherapie und Verhaltensmedizin bei Kindern und Jugendlichen. 2., erweiterte und überarbeitete Auflage. Psychologie-Verlags-Union, Weinheim 1999.
- H.-C. Steinhausen, F. Verhulst (Hrsg.): Risks and outcomes in developmental psychopathology. Oxford University Press, Oxford 1999.
- H.-C. Steinhausen (Hrsg.): Entwicklungsstörungen im Kindes- und Jugendalter. Ein interdisziplinäres Handbuch. Kohlhammer, Stuttgart 2001.
- H.-C. Steinhausen: Anorexia nervosa. Leitfaden Kinder- und Jugendpsychotherapie. Hogrefe, Göttingen 2005.
- C. Gillberg, R. Harrington, H.-C. Steinhausen (Hrsg.): A Clinician’s Handbook of Child and Adolescent Psychiatry. Cambridge University Press, Cambridge 2006.
- M. Döpfner, A. Görtz-Dorten, H.-C. Steinhausen: Aufmerksamkeitsdefizit-Hyperaktivitätsstörungen. (= Kinderdiagnostiksystem (KIDS). Band 1). 3. Auflage. Hogrefe, Göttingen 2023.
- H.-C. Steinhausen (Hrsg.): Schule und psychische Störungen. Kohlhammer, Stuttgart 2006.
- K. Sarimski, H.-C. Steinhausen: Geistige Behinderung und schwere Entwicklungsstörungen. (= Kinderdiagnostiksystem (KIDS). Band 2). Hogrefe, Göttingen 2007.
- H.-C. Steinhausen, C. Bessler (Hrsg.): Jugenddelinquenz. Kohlhammer, Stuttgart 2008.
- K. Sarimski, H.-C. Steinhausen: Geistige Behinderung. Leitfaden Kinder- und Jugendpsychotherapie. Hogrefe, Göttingen 2008.
- H.-C. Steinhausen: Outcome of eating disorders. In: Child and Adolescent Psychiatric Clinics of North America. Band 18, Nr. 1, 2009, S. 225–242.
- H.-C. Steinhausen, R. Gundelfinger (Hrsg.): Autismus-Spektrum-Störungen. Grundlagen – Diagnostik – Therapie. Kohlhammer, Stuttgart 2010.
- M. Döpfner, H.-C. Steinhausen: Störungsübergreifende Verfahren zur Diagnostik psychischer Störungen. (= Kinder-Diagnostik-System (KIDS). Band 3). Hogrefe, Göttingen 2012.
- G. Neuhäuser, H.-C. Steinhausen, F. Häßler, K. Sarimski (Hrsg.): Geistige Behinderung. Grundlagen, Erscheinungsformen und klinische Probleme, Behandlung, Rehabilitation und rechtliche Aspekte. 4., neu bearbeitete und erweiterte Auflage. Stuttgart: Kohlhammer, 2013.
- A. Görtz-Dorten, M. Döpfner, H.-C. Steinhausen: Aggressiv-dissoziale Verhaltensstörungen. (= Kinder-Diagnostik-System (KIDS). Band 4). Hogrefe, Göttingen 2019.
- H.-C. Steinhausen: Psychische Störungen bei Kindern und Jugendlichen. Lehrbuch der Kinder- und Jugendpsychiatrie und Psychotherapie. 9. Auflage. Urban & Fischer, München 2019.
- H.-C. Steinhausen, M. Döpfner, M. Holtmann, A. Philipsen, A. Rothenberger: Handbuch ADHS. Grundlagen, Klinik, Therapie und Verlauf der     Aufmerksamkeitsdefizit-Hyperaktivitätsstörung. 3., neu bearbeitete und erweiterte Auflage. Kohlhammer, Stuttgart 2024.
- S. Einfeld, C.Müller, H.-C. Steinhausen, B.Tonge, C. Zurbriggen: Verhaltensfragebogen bei Entwicklungsstörungen (VFE). 2. erweiterte Auflage. Göttingen, Hogrefe 2024.